# René Metras i Mavet
René Metras i Mavet   (Saint-Étienne, 1926 - Barcelona, 24 de març de 1986) fou un col·leccionista i marxant d'art. La seva família —provinent de Lió i dedicada a la merceria— es va instal·lar definitivament a Catalunya el 1934, on va estudiar enginyeria tèxtil i va pintar fins al 1947. Conegué Modest Cuixart, Antoni Tàpies, Joan Ponç, Joan Brossa, Joan-Josep Tharrats, Arnau Puig i Juan-Eduardo Cirlot, amb els quals col·laborarà al Club Cobalto 49 i, posteriorment, a la revista Dau al Set, com a tresorer.
El 1951 va començar a col·leccionar obres d'art d'artistes espanyols i francesos i el 1962 va fundar la Galeria René Metras al carrer del Consell de Cent (Barcelona). A principis de la dècada del 1970 destaca la seva activitat al mercat de l'art, afavorint l'arribada d'obres avantguardistes d'arreu del món (com Hans Hartung, Jean Arp, Max Ernst o Victor Vasarely) i, també, donant suport als artistes catalans.
René Metras també va editar entre 1958 i 1962 la revista d'art El Correo de las Artes, tancat per les autoritats de l'època per un reportatge sobre Modest Cuixart on es mencionava a bastament el dramaturg alemany Bertolt Brecht, guanyador aquell any del Premi Stalin. Va formar part del Museu d'Art Contemporani de Barcelona i va col·laborar en les biennals de Venècia i São Paulo.